# Mean Woman Blues
"Mean Woman Blues" es una canción de rock and roll escrita por Claude Demetrius para Elvis Presley quien la grabó en 1957 para formar parte de la banda sonora de la película Loving you.   Elvis encarna en la película a Deke Rivers, un joven aficionado a la música con una carrera en ascenso, que ante el desafío de un bravucón dentro de un bar, se pone a cantar el tema Mean Woman Blues acompañado de la música de una jukebox. 

## Grabación
Elvis registró el tema el 12 de enero de 1957 en los estudios de Radio Recorders, Hollywood, California. En la grabación además de su voz Elvis tocó la guitarra acústica rítmica, participando además Scotty Moore en la guitarra eléctrica, Bill Black en el contrabajo, Gordon Stocker en el piano, D. J. Fontana en batería y The Jordanaires en los coros. El tema se editó a través de RCA el 26 de Junio de ese mismo año. 
Además de integrar el álbum de la película mencionada, "Mean Woman Blues" se editó en formato EP que contenía dos versiones de la canción, una de ellas en stéreo, y los temas I Beg of You y Party. 

## Posicionamiento en listas
| Lista (1957)                                  | Posición alcanzada |
| --------------------------------------------- | ------------------ |
| Billboard Most Played in Jukeboxes R&B chart. | 10                 |

## Recepción e influencia en la cultura popular
El crítico canadiense R. Bruce Elder en una revisión del trabajo de Elvis describió al tema como "algo de potente rock and roll...que casi podría haber pasado por uno de sus tracks en la Sun Records". 
La escena completa de la película Loving you donde Elvis es desafiado a cantar en un bar, eligiendo el tema Mean Woman Blues de la jukebox y que luego deriva en una pelea entre Deke Rivers (Elvis) y un matón que lo trata de afeminado,  es recreada al detalle por el actor David Keith en la película de ficción Heartbreak Hotel de 1988 donde Keith en su papel de Elvis es secuestrado por un grupo de jóvenes que desean que el astro conquiste a la madre de uno de ellos.